# Дискография Deuce
Deuce (Арон Эрлихман) — американский музыкант и продюсер, бывший фронтмен калифорнийской рэп-рок группы Hollywood Undead, в составе которой он участвовал в записи одного альбома. Сольная дискография Deuce включает в себя 2 студийных альбома, 1 микстейп и 18 синглов.
Свою музыкальную карьеру Арон Эрлихман начал в 2005 году, когда записал семь песен в стилях пост-хардкор, поп-рок и альтернативный рок. Четыре из них должны были быть изданы в мини-альбоме Aron, который так и не вышел. В том же году Deuce со своим другом Джорелом Деккером (J-Dog) собирают коллектив Hollywood Undead. Дебютный альбом группы Swan Songs вышел 2008 году и имел коммерческий успех. В нём Deuce исполнил все припевы и песню «This Love, This Hate», а также выступил как продюсер альбома. В это же время он издаёт сольный мини-альбом The Two Thousand Eight EP на лейбле A&M/Octone Records. Осенью 2009 года Арон вступает в конфликт с остальными участниками группы и покидает её.
В 2010 году Deuce записывает песню «Story of a Snitch», в которой рассказывает, что произошло в Hollywood Undead. В 2011 году через iTunes Store выходит микстейп Call Me Big Deuce, который вскоре исчезает оттуда из-за проблем с лейблом. Осенью 2011 года Арон переходит на лейбл Five Seven Music, аннонсирует свой дебютный альбом и выпускает сингл «Let's Get It Crackin'». Альбом Nine Lives выходит 24 апреля 2012 года и дебютирует на 37-м месте в чарте Billboard 200.
31 октября 2015 года вышел второй студийный альбом — Invincible, который вскоре стал запрещенным по всему миру из-за нарушения Дьюсом контракта с лейблом.

## Студийные альбомы
| Год  | Альбом | Чарты | Чарты | Чарты | Чарты | Чарты | Чарты | Продажи                        | Сертификация |
| Год  | Альбом | США   | ALT   | INDI  | HARD  | ROCK  | КАН   | Продажи                        | Сертификация |
| ---- | --- | ----- | ----- | ----- | ----- | ----- | ----- | ------------------------------ | ------------ |
| 2012 | Nine Lives - Выпущен: 24 апреля 2012 - Лейбл: Five Seven Music - Формат: CD, Цифровая дистрибуция                       | 37    | 9     | 7     | 2     | 13    | 38    | США: 120,000+ В мире: 300,000+ |              |
| 2017 | Invincible - Выпущен : 1 декабря 2017 - Лейбл: Five Seven Music/Better Noise Recrods - Формат: CD, Цифровая дистрибуция | 20    | -     | -     | -     | 3     | -     | -                              | -            |

## Микстейпы
| Год  | Альбом                                      |
| ---- | ------------------------------------------- |
| 2011 | Call Me Big Deuce - Лейбл: Five Seven Music |

## Мини-альбомы
| 2005 | Aron EP - Собственный релиз            | 2008 | The Two Thousand Eight EP - Лейбл: A&M/Octone Records |
| 2012 | Deuce Remixxxed EP - Собственный релиз | 2018 | - Лейбл: A&M/Octone Records                           |

## Синглы
| Год  | Сингл                                                     | Чарты | Чарты | Чарты | Альбом                    |
| Год  | Сингл                                                     | ACT   | MAIN  | ROCK  | Альбом                    |
| ---- | --------------------------------------------------------- | ----- | ----- | ----- | ------------------------- |
| 2008 | «The One»                                                 | —     | —     | —     | The Two Thousand Eight EP |
| 2008 | «Set It Off» (feat. Truth)                                | —     | —     | —     | Внеальбомные синглы       |
| 2008 | «Circles» (Remix)                                         | —     | —     | —     | Внеальбомные синглы       |
| 2010 | «Story of a Snitch»                                       | —     | —     | —     | Внеальбомные синглы       |
| 2010 | «Freaky Now» (feat. Jeffree Star & Truth)                 | —     | —     | —     | Внеальбомные синглы       |
| 2011 | «When We Ride» (feat. Truth, GML & Gadjet)                | —     | —     | —     | Call Me Big Deuce         |
| 2011 | «Let's Get It Crackin'» (feat. Jeffree Star)              | —     | —     | —     | Nine Lives                |
| 2012 | «America»                                                 | 20    | 16    | 43    | Nine Lives                |
| 2012 | «Help Me»                                                 | —     | —     | —     | Nine Lives                |
| 2012 | «Nobody Likes Me» (feat. Ronnie Radke & Truth)            | —     | —     | —     | Nine Lives                |
| 2012 | «I Came to Party (Rock Mix)» (feat. Travie McCoy & Truth) | —     | 31    | —     | Party Pack                |
| 2013 | «The One»                                                 | —     | —     | —     | Nine Lives                |
| 2015 | «Invincible»                                              | —     | —     | —     | Invincible                |
| 2015 | «Just Pretend» (feat. Gadjet)                             | —     | —     | —     | Неопределенно             |
| 2015 | «Nightmare»                                               | —     | —     | —     | Invincible                |
| 2015 | «Bad Attitude»                                            | —     | —     | —     | Invincible                |

## Видеоклипы
| Год  | Режиссёр                                   | Название                                       |
| ---- | ------------------------------------------ | ---------------------------------------------- |
| 2011 | Натан Кокс                                 | «Let’s Get It Crackin'» (feat. Jeffree Star)   |
| 2012 | Натан Кокс                                 | «America»                                      |
| 2012 | Колин Реал                                 | «Help Me»                                      |
| 2012 | «Never Back Down» (Brokencyde feat. Deuce) |                                                |
| 2012 | Натан Кокс                                 | «I Came to Party» (feat. Travie McCoy & Truth) |
| 2013 | Джеймс Джой                                | «The One»                                      |
| 2017 |                                            | «Here I Come»                                  |

## Неизданное

### Альбомы
| Год  | Альбом                        |
| ---- | ----------------------------- |
| 2005 | Aron - Неизданный мини-альбом |

| Год  | Альбом                                            |
| ---- | ------------------------------------------------- |
| 2015 | Invincible Dot Com - Запрещенный студийный альбом |

### Песни
- «Dreams»
- «Fallen Stone»
- «Far Away»
- «Surface Air»
- «Nine Lives» (ремикс на песню «Undead»)
- «Just Pretend (feat. Gadjet)»
- «Nobody likes Me»

## Участие в песнях других исполнителей
| Год  | Исполнитель                                           | Песня                 | Альбом             |
| ---- | ----------------------------------------------------- | --------------------- | ------------------ |
| 2009 | Marc Bosserman (feat. Deuce)                          | «Together»            | —                  |
| 2012 | Blood On The Dance Floor (feat. Deuce)                | «Rise & Shine»        | Evolution          |
| 2012 | Brokencyde (feat. Deuce)                              | «Never Back Down»     | Best of BC13       |
| 2013 | Arina Chloe (feat. Deuce)                             | «Will You Cry For Me» | Внеальбомный сингл |
| 2014 | Eskimo Callboy (feat. Deuce & BastiBasti of Callejon) | «Jagger Swagger»      | We Are The Mess    |
| 2014 | Ronnie Radke (feat. Deuce & b. LaY)                   | «Who Can Stop Us?»    | Watch Me Mixtape   |
| 2014 | Brokencyde (feat. Deuce)                              | «Fuck That»           | All Grown Up       |